# Psyllaephagus channingi
Psyllaephagus channingi är en stekelart som först beskrevs av Girault 1913.  Psyllaephagus channingi ingår i släktet Psyllaephagus och familjen sköldlussteklar. Inga underarter finns listade i Catalogue of Life.